# Песчанко, Валерий Борисович
Валерий Борисович Песчанко (15 марта 1946, Краснодар, РСФСР — 25 января 2017) — советский и российский теннисист и теннисный тренер, чемпион СССР по теннису среди юношей в парном разряде (1963), победитель Сочинского международного теннисного турнира в парном и смешанном парном разрядах (1966), победитель Всесоюзных зимних соревнований («зимнего чемпионата СССР по теннису») в парном разряде (1971), девятикратный чемпион РСФСР (в разных разрядах), мастер спорта СССР (1964), один из первых тренеров будущих первых ракеток мира Евгения Кафельникова и Марии Шараповой.

## Биография
Валерий Песчанко родился 15 марта 1946 года в Краснодаре. В 1949 году его семья переехала в Сочи. Начал играть в теннис в возрасте семи лет, его первым тренером была Раиса Селуянова (урождённая Щербина, 1922—1995). В 1958—1961 годах пришли первые успехи на юношеском уровне: сначала Валерий одержал победу на чемпионате Сочи среди юношей, а затем стал чемпионом спортивного общества «Труд» в командных соревнованиях. В 1963 году, выступая в паре с А. Срапяном из Еревана, Песчанко выиграл чемпионат СССР по теннису среди юношей в парном разряде.
В 1966—1980 годах Песчанко выступал за ДСО «Динамо» города Сочи, а в 1980—1984 годах — за ДСО «Труд». Был девятикратным чемпионом России по теннису — трижды в одиночном (1967, 1969, 1970), четыре раза в парном (1967, 1970, 1975, 1978) и два раза в смешанном парном разрядах (1969, 1976). В 1966 году Песчанко стал победителем Сочинского международного теннисного турнира в парном и смешанном парном разрядах. На соревнованиях по теннису, проводимых в рамках Спартакиады народов СССР 1967 года, Песчанко стал чемпионом в командных соревнованиях (в составе сборной РСФСР), а в одиночном разряде занял пятое место. В 1971 году, выступая в паре с Теймуразом Какулией, выиграл Всесоюзные зимние соревнования («зимний чемпионат СССР по теннису»). Три раза, в 1968—1970 годах, Валерий Песчанко входил в десятку сильнейших теннисистов СССР (наивысшая позиция — 9-я, в 1970 году). В 1969 году он стал обладателем неофициального титула «Абсолютный чемпион России».
С конца 1960-х годов Валерий Песчанко работал теннисным тренером в Детско-юношеской спортивной школе № 4 города Сочи. В конце 1970-х годов он был первым наставником будущей первой ракетки мира среди мужчин Евгения Кафельникова. Пятилетнего Евгения к тренеру привёл его отец Александр Кафельников. Песчанко ставил Евгению технику основных теннисных ударов. Впоследствии Кафельников продолжил занятия с другим тренером — Валерием Шишкиным. В начале 1990-х годов Песчанко был тренером будущей первой ракетки мира среди женщин Марии Шараповой, с которой он начал работать, когда ей было четыре года. Поработать с Марией тренера попросил её отец Юрий Шарапов. Тренировки продолжались около полутора лет. Впоследствии Мария Шарапова продолжила занятия с другим тренером — Юрием Юдкиным.
Валерий Песчанко скончался 25 января 2017 года.